# Cappuccetto Rosso (film 1987)
Cappuccetto Rosso (Red Riding Hood) è un film del 1987 diretto da Adam Brooks e basato sulla fiaba dei fratelli Grimm Cappuccetto Rosso. Tra gli interpreti figurano Isabella Rossellini, Craig T. Nelson e Amelia Shankley.

## Trama
In una magica foresta dalle grandi querce, una ragazzina scopre che niente è come sembra a prima vista. Vivendo sola con la madre, Lady Jean, linet trascorre il suo tempo esplorando il bosco, senza paura alcuna. Ma quando intraprende un pericoloso viaggio per far visita alla nonna, e scopre al contempo un lupo incantato e un malvagio lord sul suo cammino, Linet avrà bisogno di un magico cappuccio rosso e di un coraggioso cacciatore per riuscire a salvarsi.

## Distribuzione
Il film, appartenente alla raccolta Cannon Movie Tales, venne lanciato direttamente nel mercato home video nel 1989, senza passare per le sale cinematografiche. Venne inoltre proiettato in anteprima in Francia nel maggio 1987, in occasione del Festival di Cannes e al Giffoni Film Festival nel luglio dello stesso anno.
Nel 2004 è stato distribuito in DVD negli Stati Uniti dalla MGM/UA Home Entertainment, e nell'autunno 2009 il film è uscito anche in Italia, edito da 20th Century Fox.

## Colonna sonora
Segue un elenco dei brani inclusi nel film: 
1. Lost in the Woods - Amelia Shankley
2. Good at Being Bad? - Rocco Sisto
3. You Won't Be Here in the Morning - Isabella Rossellini
4. Green in the Blue - Julian Chagrin
5. Man Without a Heart - Craig T. Nelson
6. Never Talk to Strangers - Amelia Shankley, Rocco Sisto